# Vatovia
Vatovia is een geslacht van spinnen uit de familie springspinnen (Salticidae).

## Soorten
De volgende soorten zijn bij het geslacht ingedeeld:
- Vatovia albosignata Caporiacco, 1940